# دوبژکوویتسه

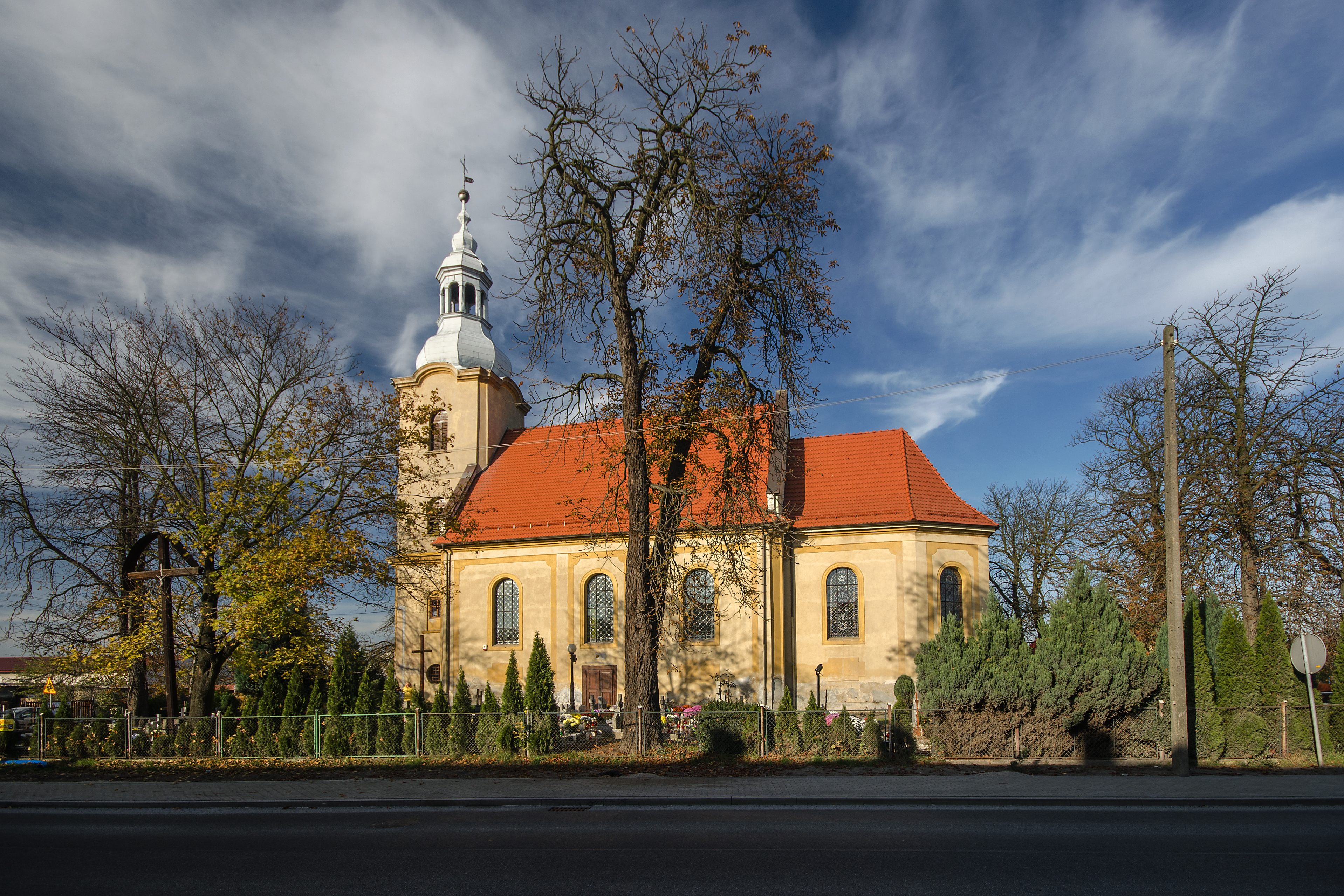
دوبژکوویتسه

دوبژکوویتسه (به لهستانی:  Dobrzykowice) یک روستا در لهستان است که در گمینا چرنگتسا واقع شده‌است. دوبژکوویتسه ۱٬۱۱۴ نفر جمعیت دارد.